# Concours de piano jazz Martial Solal
Le Concours de piano jazz Martial Solal est un concours international de piano jazz récompensant de nouveaux talents.
Le concours fait partie des Concours internationaux de la Ville de Paris, ainsi que de la prestigieuse Fédération Mondiale des Concours de musique.

## Historique
En 1989, la ville de Paris crée un concours de piano jazz, nommé en honneur au pianiste de jazz français Martial Solal, associé à la création,. Le concours, réservé aux pianistes de jazz émergents, est conçu comme un « accélérateur de carrière ».
En 2006, 74 pianistes de 22 nationalités avaient envoyé leur candidature, pour 48 retenus. La cinquième édition, en 2010, annonçait 49 candidats de 21 nationalités différentes, âgés de 18 à 32 ans.
Le concours a lieu tous les quatre ans jusqu'en 2010.

## À propos du concours
En 2010, le Premier prix (Grand Prix de la Ville de Paris) est doté de 10 000 euros ; le Deuxième prix (Prix de la Fondation BNP-Paribas) de 7 000 euros ; le prix du Fonds pour la Création Musicale de 4 000 euros,. En 2006, les prix étaient un peu plus élevés, avec en plus un Prix Sacem du meilleur espoir à 2 000 euros.
Le jury, présidé par Martial Solal, est composé de musiciens et de journalistes : Franco d'Andrea, Philippe Carles (2006), Claude Carrière, Jean-Louis Chautemps, Ronnie Lynn Patterson, Xavier Prévost (2010), Hervé Sellin (2010), Emil Spányi (de), Mario Stantchev (de), François Théberge (2006),,.

## Déroulement des épreuves
Le jury présélectionne les candidatures reçues, et organise deux épreuves éliminatoires. La finale a lieu en public, à Radio France salle Olivier Messiaen en 2006, à l'Alhambra de Paris en 2010.
Chaque pianiste joue une improvisation pour piano seul, un standard (Anthropology, Autumn Leaves, In Walked Bud, All the Things You Are, What Is This Thing Called Love?,…), une composition de Solal jouée avec le Newdecaband, et une composition originale en trio,. En 2006, les pianistes sont accompagnés par Thomas Grimmonprez et Jean-Philippe Morel, en 2010 la rythmique est constituée de François et Louis Moutin,. Chaque candidat a droit à une trentaine de minutes.

## Lauréats
| Année | Classement   | Récompense                              | Lauréat                | Nationalité        |
| ----- | ------------ | --------------------------------------- | ---------------------- | ------------------ |
| 2010  | 1er prix     | Grand Prix de la Ville de Paris         | Nikolas Anadolis (de)  | Grèce              |
| 2010  | 2e prix      | Prix de la Fondation BNP-Paribas        | Vadim Neselovskyi (en) | Ukraine            |
| 2010  | 3e prix      | Prix du Fonds pour la Création Musicale | Thomas Enhco           | France             |
| 2010  | 4e           |                                         | Sebastian Sternal (de) | Allemagne          |
| 2010  |              | Prix du jeune soliste (SACEM)           | Alessandro Lanzoni     | Italie             |
| 2010  |              | Mention                                 | Dimitar Bodurov        | Pays-Bas           |
| 2010  |              | Mention                                 | Andre Joseph Petersen  | Afrique du Sud,    |
| 2006  | 1er prix     | Grand Prix de la Ville de Paris         | Dániel Szabó           | Hongrie            |
| 2006  | 2e finaliste |                                         | Tigran Hamasyan        | Arménie            |
| 2006  | 3e finaliste |                                         | Robi Botos (en)        | Hongrie            |
| 2006  | 4e finaliste |                                         | Dan Tepfer             | France/ États-Unis |
| 2006  |              |                                         | Paul Lay               | France             |
| 2006  |              |                                         | Maxim Vaks             | Allemagne          |
| 2002  | 1er prix     |                                         | Baptiste Trotignon     | France             |
| 1998  | 1er prix     |                                         | Antonio Faraò          | Italie             |
| 1998  |              |                                         | Benjamin Moussay       | France             |
| 1989  | 1er prix     |                                         | Aydın Esen             | Turquie            |